# Cucurbitaria coryli
Cucurbitaria coryli är en svampart som beskrevs av Fuckel 1871. Cucurbitaria coryli ingår i släktet Cucurbitaria och familjen Cucurbitariaceae.   Inga underarter finns listade i Catalogue of Life.